# Comté de Zélande
1222–1795
Entités précédentes :
- Frise

Entités suivantes :
- République batave

Le comté de Zélande (en néerlandais : Graafschap Zeeland) est un ancien État du Saint-Empire romain du XIIIe siècle jusqu'en 1648 et l'une des Provinces Unies de 1581 à 1795. Situé dans les Pays-Bas, il faisait partie de l'État bourguignon à partir de 1384 et fut incorporé dans les Pays-Bas des Habsbourg (les Dix-Sept Provinces) en 1482.
En tant que partie des Pays-Bas espagnols sous le règne du roi Philippe II, le pays comptait parmi les sept provinces à majorité protestantes réclamant l'indépendance par l'Acte de La Haye en 1581. Après la guerre de Quatre-Vingts Ans, le traité de Münster, conclu en 1648, officialise la scission et octroie l'indépendance aux Provinces-Unies.
L'ancien comté a été finalement intégré dans la République batave, une république sœur de la France révolutionnaire proclamée en 1795. Son territoire forme aujourd'hui avec la Flandre zélandaise la province de Zélande.

## Histoire

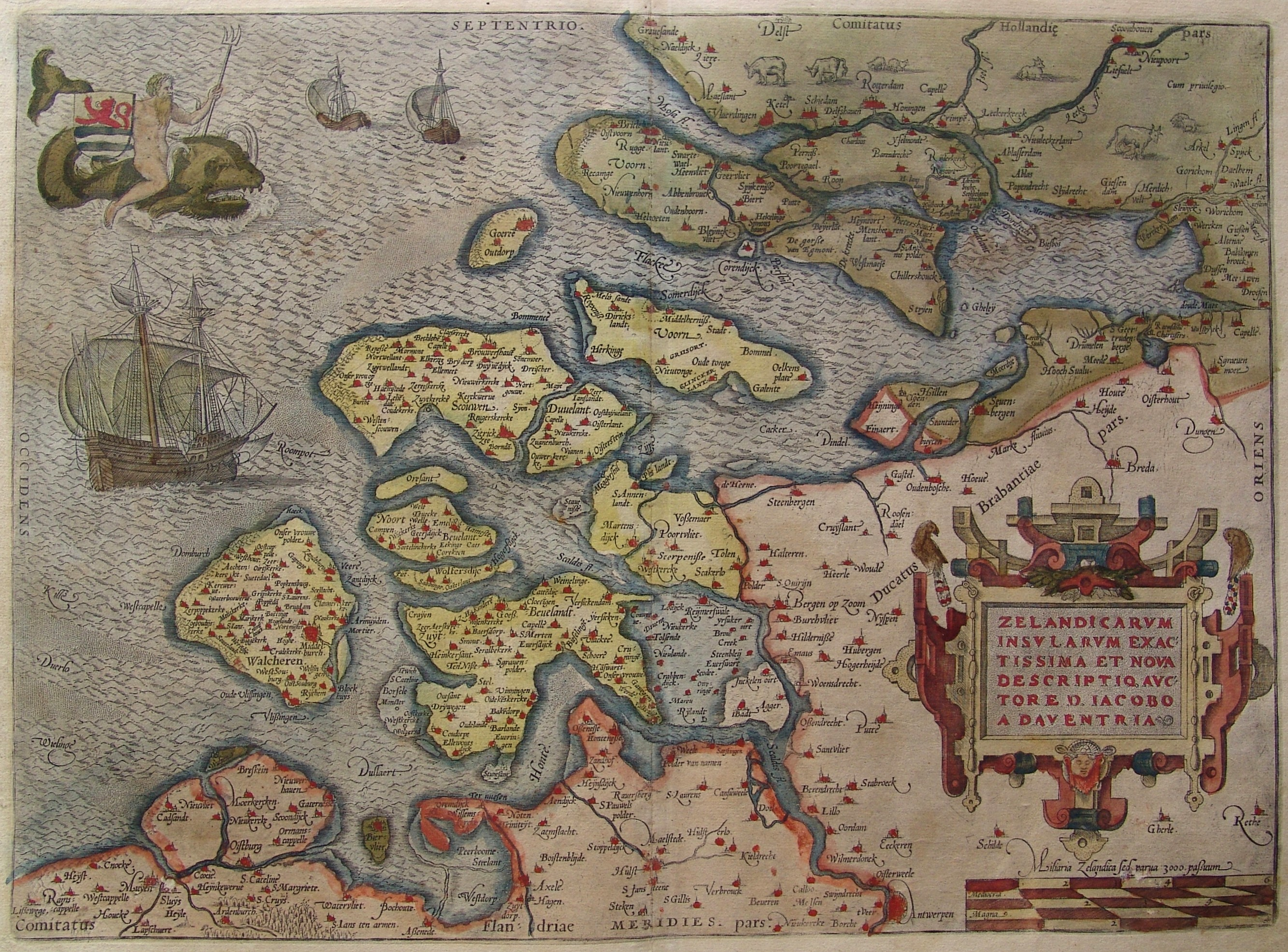
Le comté de Zélande en 1580.

Le territoire a toujours été un pion dans la compétition entre ses voisins plus puissants, notamment les comtes de Hollande, de Hainaut et de Flandre. L'histoire de la Zélande commence en 1012, lorsque Henri II, roi des Romains, donna l'île de Walcheren au comte Baudouin IV de Flandre – le noyau de la Flandre impériale. C'est à partir de cette période que les comtes de Flandre régnèrent sur les îles zélandaises en union  personnelle ; ils ont suscité toutefois le mécontentement grandissant de leurs voisins septentrionaux, le comtes de Hollande. Au XIIe siècle, une guerre opposa le comte Florent III de Hollande à Philippe d'Alsace, comte de Flandre, dans laquelle Florent fut capturé à Bruges en 1166 et dut accepter la mainmise de la Flandre sur la Zélande en échange de sa libération l'année suivante.
À partir de 1222, le comte Florent IV de Hollande reconquit le territoire et prend indûment le titre de comte de Zélande. En 1323, lors du traité de Paris entre la Flandre et le Hainaut/Hollande, le comte de Flandre a renoncé à ses revendications sur la Zélande et a reconnu le comte de Hollande comme comte de Zélande. Néanmoins, elle est restée un état indépendant, passant successivement sous l'autorité des comtes de Hollande, des ducs de Bourgogne, puis des Habsbourg d'Espagne.
Après la guerre de Quatre-Vingts Ans, la Zélande a été l'une des sept provinces des Provinces-Unies. Aussi bien avant qu'après l'indépendance néerlandaise (1581), la Zélande a eu certaines institutions communes avec la Hollande et la Frise occidentale, comme le Hoge Raad van Holland, Zeeland en West-Friesland (« Haut Conseil de Hollande, Zélande et Frise occidentale »), la juridiction la plus élevée après que les provinces septentrionales se sont soustraites à l'autorité impériale et à la juridiction du Grand conseil de Malines. Le comté de Zélande en tant qu'État fédéré (théoriquement) indépendant a continué à exister sous la République batave dont il était un département.

## Villes du comté de Zélande
- Villes ayant un siège aux États de Zélande, par ordre d'importance
  - Middelbourg (1217)
  - Zierikzee (1248)
  - Reimerswaal (1374) : a un siège jusqu'en 1574
  - Goes (1405)
  - Tholen (1366)
  - Flessingue (1315) : a un siège à partir de 1574
  - Veere (1355) : a un siège à partir de 1574

- Smalsteden (« Petites villes »), n'ayant aucun siège aux États de Zélande
  - Arnemuiden (1574)
  - Brouwershaven (1477)
  - Dombourg (1223)
  - Kortgene (1431)
  - Sint-Maartensdijk (1491)
  - Westkapelle (1223)

## Source
- (nl) Cet article est partiellement ou en totalité issu de l’article de Wikipédia en néerlandais intitulé « Graafschap Zeeland » (voir la liste des auteurs).